# 배팅볼 투수
배팅볼 투수는 야구에서 타자들의 타격을 도와주는 역할을 하는 투수를 가르킨다.

## 설명
배팅볼 투수는 주로 불펜 포수를 비롯하여 같은 야구단에서 뛰는 외야수나 내야수와 같은 야수들이 주로 맡는다. 배팅볼을 던져주면서 자신이 속한 야구단의 타자들에 타격감과 기를 살려주고 타선에 활기를 불어주는 것이 배팅볼 투수의 주된 역할이다. 또한 배팅볼 투수의 역할에는 야구 코치가 맡거나 감독이 하기도 한다. 배팅 볼 투수는 이외에 연습 볼 투수라는 이름으로도 불린다.

## 같이 보기
- 투수
- 타격